# Bernard Renault

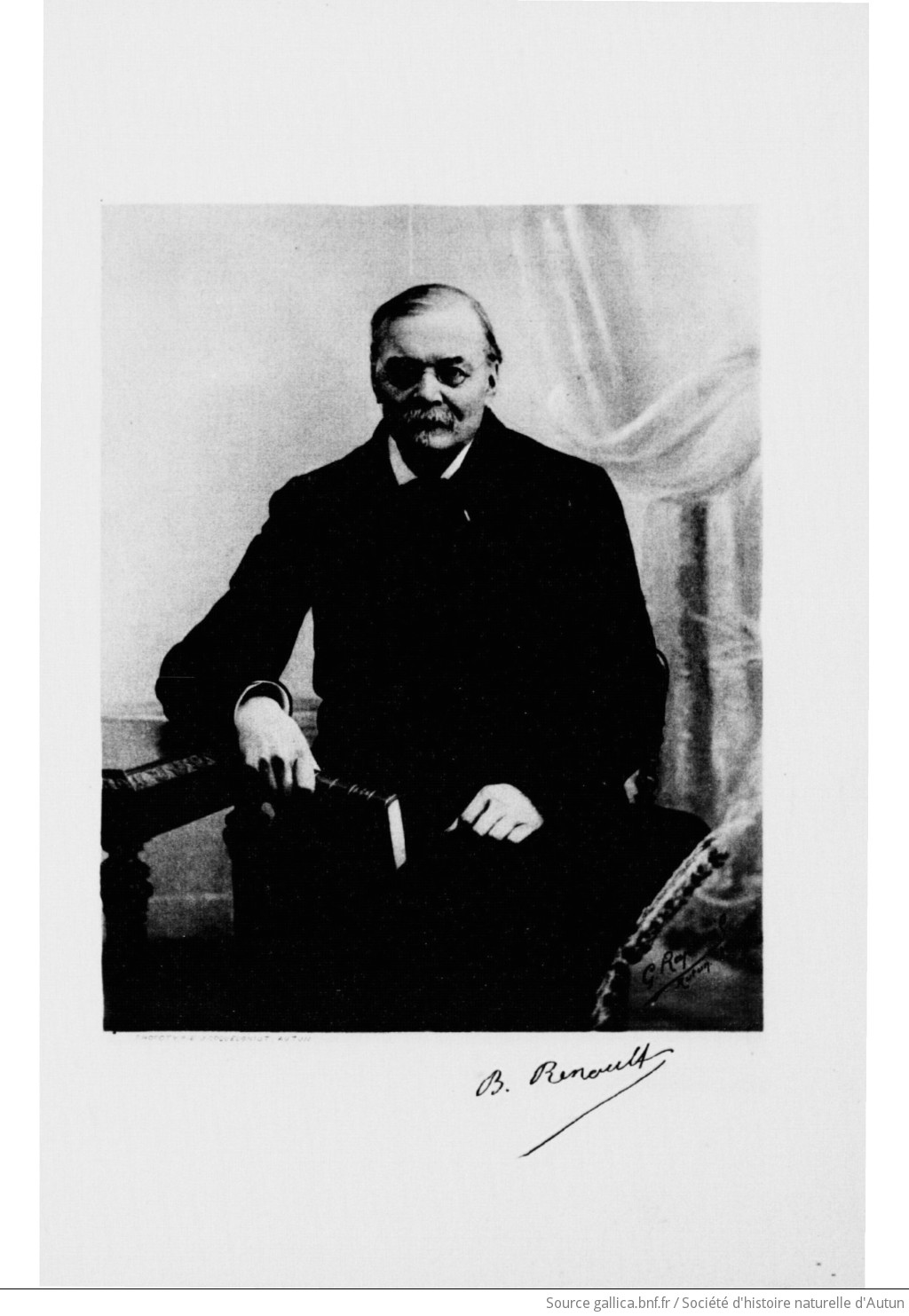
Bernard Renault (1905)

Bernard Renault (* 4. März 1836 in Autun; † 16. Oktober 1904 in Paris) war ein französischer Paläobotaniker. Sein offizielles botanisches Autorenkürzel lautet „Renault“.
Renault wurde 1867 in Physikalischen Wissenschaften an der Sorbonne promoviert und war dann Lehrer für Chemie am Kolleg in Cluny. Dort befasste er sich mit verkieselten versteinerten Pflanzen der Umgebung seines Heimatorts Autun aus dem Perm und Karbon und seine Veröffentlichungen darüber fanden die Aufmerksamkeit von Adolphe Brongniart, der ihn 1872 als Präparator an das Muséum national d'Histoire naturelle in Paris holte, wo er 1876 Assistenzkurator wurde. 1879 wurde er ein zweites Mal an der Sorbonne promoviert, diesmal in Naturgeschichte. Er war auch ab 1884 am Projekt der geologischen Karte Frankreichs beteiligt.
1882 wurde er Ritter der Ehrenlegion und er war Mitglied vieler wissenschaftlicher Gesellschaften, darunter der Königlichen Belgischen Akademie der Wissenschaften und der von ihm mitgegründeten Gesellschaft für Naturgeschichte in Autun, deren erster Präsident er war. Charles René Zeiller benannte die Gattung fossiler Pflanzen Renaultia nach ihm.

## Schriften
- Recherches sur les végétaux silicifiés d'Autun, 1876
- Végétaux silicifiés d'Autun et de Saint-Etienne. Nouvelles recherches sur la structure des "Sphenophyllum" et sur leurs affinités botaniques
- Structure comparée de quelques tiges de la flore carboniféres, 1879
- Cours de botanique fossile fait au Muséum national d'Histoire naturelle, 4 Bände, 1881 bis 1886
- mit Charles René Zeiller: Flore fossile,  2 Bände, 1888, 1889
- Sur quelques microorganismes des combustibles fossiles, 1900